# Roy Axe
Royden "Roy" Axe, född 1937, död 2010, var en brittisk bildesigner.
Axe startade sin karriär hos Rootes, där han avancerade till chefsdesigner. Efter att Rootes köpts upp av Chrysler Corporation 1967 fick han ansvaret för Chryslers europeiska designavdelning. Sedan Chrysler Europe köpts upp av Groupe PSA flyttade Axe vidare till Chrysler i Detroit.
1982 var Axe tillbaka i England där han tog över från Spen King som chefsdesigner för British Leyland. I början av 1990-talet startade han sitt eget konsultbolag i designbranschen.